# 客坊乡
客坊乡，是中华人民共和国福建省三明市建宁县下辖的一个乡镇级行政单位。

## 行政区划
客坊乡下辖以下地区：
客坊村、里源村、严田村、张溪村、湾坊村、中畲村、水尾村和龙溪村。